# Leśna
Leśna là một thị trấn thuộc huyện Lubański, tỉnh Dolnośląskie ở miền tây nam Ba Lan. Thị trấn có diện tích 8 km². Đến ngày 1 tháng 1 năm 2011, dân số của thị trấn là 4562 người và mật độ 533 người/km².